# Cangetta haematera
Cangetta haematera is een vlinder uit de familie van de grasmotten (Crambidae), uit de onderfamilie van de Spilomelinae. De wetenschappelijke naam van deze soort is voor het eerst voorgesteld als Cataclysta haematera door Alfred Jefferis Turner in een publicatie uit 1937.
De soort komt voor in Australië (Queensland).